# Campeonato Sul-Africano de Futebol de 2017–18
A temporada de 2017–18 do Campeonato Sul-Africano de Futebol, também denominado como ABSA Premiership por razões de patrocínio, foi a vigésima segunda edição deste torneio desde a sua concepção em 1996.
Após trinta rodadas, o Mamelodi Sundowns conquistou sessenta pontos e sagrou-se campeão pela oitava vez em sua história. Com quatro pontos a menos, o Orlando Pirates qualificou-se para a Liga dos Campeões da CAF de 2018–19 juntamente com o campeão. O Ajax Cape Town, por sua vez, terminou na última colocação e foi desqualificado para a National First Division de 2018–19.

## Participantes
Esta edição contou com quinze equipes da temporada anterior e uma nova equipe promovida da National First Division de 2016–17, incluindo o atual campeão, Bidvest Wits, e o AmaZulu. Este último, apesar de terminar em quinto lugar na segunda divisão, comprou o status de campeão do Thanda Royal Zulu.
As equipes participantes desta edição estão listadas a seguir:
- Ajax Cape Town Football Club
- AmaZulu F.C.
- Baroka Football Club
- Bidvest Wits Football Club
- Bloemfontein Celtic Football Club
- Cape Town City Football Club
- Chippa United Football Club
- Free State Stars Football Club
- Lamontville Golden Arrows Football Club
- Kaizer Chiefs Football Club
- Mamelodi Sundowns Football Club
- Maritzburg United Football Club
- Orlando Pirates Football Club
- Platinum Stars Football Club
- Polokwane City Football Club
- SuperSport United Football Club

## Classificação
| Pos | Equipe                | Pts | J  | V  | E  | D  | GP | GC | SG  | Promovido, classificação ou rebaixado    |
| --- | --------------------- | --- | -- | -- | -- | -- | -- | -- | --- | ---------------------------------------- |
| 1   | Mamelodi Sundowns (C) | 60  | 30 | 18 | 6  | 6  | 49 | 24 | +25 | Liga dos Campeões da CAF de 2018–19      |
| 2   | Orlando Pirates       | 55  | 30 | 15 | 10 | 5  | 41 | 26 | +15 | Liga dos Campeões da CAF de 2018–19      |
| 3   | Kaizer Chiefs         | 48  | 30 | 12 | 12 | 6  | 27 | 22 | +5  | Taça das Confederações da CAF de 2018–19 |
| 4   | Maritzburg United     | 44  | 30 | 11 | 11 | 8  | 36 | 23 | +13 |                                          |
| 5   | Cape Town City        | 40  | 30 | 11 | 7  | 12 | 26 | 27 | −1  |                                          |
| 6   | Free State Stars      | 40  | 30 | 10 | 10 | 10 | 29 | 31 | −2  | Taça das Confederações da CAF de 2018–19 |
| 7   | SuperSport United     | 39  | 30 | 9  | 12 | 9  | 28 | 28 | 0   |                                          |
| 8   | Golden Arrows         | 38  | 30 | 8  | 14 | 8  | 36 | 34 | +2  |                                          |
| 9   | AmaZulu               | 38  | 30 | 9  | 11 | 10 | 30 | 35 | −5  |                                          |
| 10  | Chippa United         | 37  | 30 | 7  | 16 | 7  | 27 | 26 | +1  |                                          |
| 11  | Bloemfontein Celtic   | 37  | 30 | 8  | 13 | 9  | 25 | 32 | −7  |                                          |
| 12  | Polokwane City        | 36  | 30 | 7  | 15 | 8  | 33 | 33 | 0   |                                          |
| 13  | Bidvest Wits          | 36  | 30 | 9  | 9  | 12 | 27 | 36 | −9  |                                          |
| 14  | Baroka                | 34  | 30 | 7  | 13 | 10 | 32 | 38 | −6  |                                          |
| 15  | Platinum Stars        | 27  | 30 | 6  | 9  | 15 | 23 | 35 | −12 | Torneio Playoff                          |
| 16  | Ajax Cape Town (R)    | 24  | 30 | 6  | 6  | 18 | 21 | 40 | −19 | National First Division de 2018–19       |

1. ↑  Free State Stars qualificou-se para a Taça das Confederações da CAF como vencedor da Nedbank Cup de 2017–18.[7]
2. ↑  Ajax Cape Town teve três resultados atribuídos W.O.. O clube perdeu sete pontos devido à escalação de um jogador irregular.[8]

## Artilharia
| Posição | Jogador            | Equipe              | Gols |
| ------- | ------------------ | ------------------- | ---- |
| 1       | Rodney Ramagalela  | Polokwane City      | 11   |
| 1       | Percy Tau          | Mamelodi Sundowns   | 11   |
| 3       | Gift Motupa        | Baroka              | 9    |
| 4       | Khama Billiat      | Mamelodi Sundowns   | 8    |
| 4       | Lerato Lamola      | Golden Arrows       | 8    |
| 4       | Aubrey Modiba      | SuperSport United   | 8    |
| 4       | Evans Rusike       | Supersport United   | 8    |
| 8       | Mhlengi Cele       | AmaZulu             | 7    |
| 8       | Knox Mutizwa       | Golden Arrows       | 7    |
| 10      | Andrea Fileccia    | Maritzburg United   | 6    |
| 10      | Sepana Letsoalo    | Bloemfontein Celtic | 6    |
| 10      | Siphelele Magubane | Golden Arrows       | 6    |
| 10      | Lehlohonolo Majoro | Bidvest Wits        | 6    |
| 10      | Walter Musona      | Polokwane City      | 6    |
| 10      | Sibusiso Vilakazi  | Mamelodi Sundowns   | 6    |
| 10      | Themba Zwane       | Mamelodi Sundowns   | 6    |